# Eternals (film)
Eternals je americký akční film z roku 2021 režisérky Chloé Zhaové, natočený na motivy komiksů z vydavatelství Marvel Comics o humanoidní rase Eternals. V hlavních rolích se představili Angelina Jolie, Richard Madden, Kumail Nanjiani, Lauren Ridloffová, Brian Tyree Henry, Salma Hayeková, Lia McHughová a Don Lee. Jedná se o 26. snímek filmové série Marvel Cinematic Universe.
Natáčení bylo zahájeno v červenci 2019 v Anglii. Datum premiéry bylo původně stanoveno na 6. listopadu 2020. Kvůli pandemii covidu-19 ale bylo uvedení snímku do kin několikrát odloženo. V září 2020 byla stanovena premiéra na 5. listopad 2021.

## Obsazení
- Angelina Jolie jako Théna
- Richard Madden jako Íkaros
- Kumail Nanjiani jako Kingo
- Lauren Ridloffová jako Makkari
- Brian Tyree Henry jako Faistos
- Salma Hayeková jako Ajak
- Lia McHughová jako Sprite
- Don Lee jako Gilgameš
- Kit Harington jako Black Knight (Dane Whitman)
- Gemma Chanová jako Cirké
- Barry Keoghan jako Druig
- Harry Styles jako Eros